# Tel Batasz
Tel Batasz – stanowisko archeologiczne w Izraelu, zlokalizowane na równinie Szefela w dolinie Sorek. W Tel Batasz odkryto biblijne miasto Timnę.
Tel Batasz położone jest około 8 km na południe od Gezer i 6,5 km na zachód od Bet Szemesz. Kopiec ma kwadratowe boki o długości 183 m. Dokładna lokalizacja Timny była możliwa dzięki ustaleniom położenia Ekronu i identyfikacji go z Tel Mikne. Regularne badania archeologiczne w Tel Batasz rozpoczęto w 1977 roku przez George’a L. Kelma i Amichaja Mazara z inicjatywy teksańskiego South Western Baptist Theological Seminary i Uniwersytetu Hebrajskiego.
Najstarsza odkryta warstwa archeologiczna Tel Batasz datowana jest na I połowę II tysiąclecia p.n.e. Warstwy X–VI zawierają pozostałości po osadnictwie kananejskim i pochodzą z XVII–XIII wiek p.n.e., warstwy V–II datowane są na okres aktywności w regionie Filistynów i Izraelitów (XII–VIII wiek p.n.e.), zaś najmłodsza I warstwa datowana jest na okres panowania perskiego (VI–IV wiek p.n.e.). 